# Billy Dixon

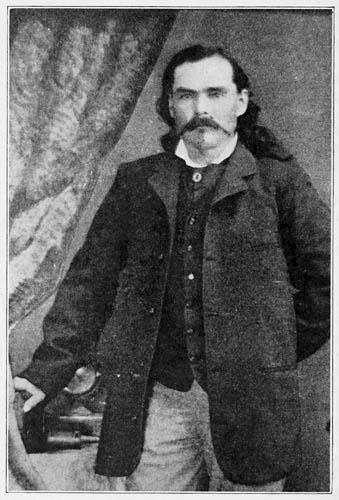
William "Billy" Dixon.

William "Billy" Dixon (25 de setembro de 1850 Condado de Ohio, Virgínia Ocidental — 9 de março de 1913 Condado de Cimarron, Oklahoma), foi um explorador e caçador de búfalos Norte americano ativo no "Texas Panhandle" (saliente). Ele ajudou a fundar a cidade de Adobe Walls naquela área, disparou um tiro legendário, com um "rifle de búfalo" na Segunda Batalha de Adobe Walls e, por suas ações na "Buffalo Wallow Fight", tornou-se um dos oito únicos civis na história, a receber a Medalha de Honra dos EUA.